# オニゴジュウカラ
オニゴジュウカラ（鬼五十雀、Sitta magna）は、鳥綱スズメ目ゴジュウカラ科ゴジュウカラ属に分類される鳥類。

## 分布
中華人民共和国（雲南省、貴州省南西部）、タイ北西部、ミャンマー中東部

## 形態
全長19.5センチメートルとゴジュウカラ科最大種。上面の羽衣は青灰色。頭頂や後頸、下面の羽衣は明灰色で、頬から喉の羽衣は白い。嘴から眼を通り側頭部にかけて黒い筋模様（過眼線）が入る。風切羽下面の基部には白い斑紋が入る。
オスは過眼線が太く明瞭。メスは下面が褐色みを帯び、過眼線が細く不明瞭。

## 生態
標高1,200-3,350メートルにあるマツからなる常緑樹林に生息する。
食性は雑食で、昆虫などを食べる。大木の樹上で採食を行う。
繁殖形態は卵生。樹洞に巣を作る。

## 人間との関係
森林伐採による生息地の破壊などにより生息数は減少している。